# بن مودي
بن مودي (بالإنجليزية: Ben Moody )‏ (و. 1981  م) هو عازف قيثارة، ومغني، ومغن مؤلف أمريكي، ولد في ليتل روك، أركنساس، يستخدم آلات قيثارة، وبيانو، وطقم طبول، وغيتار البيس، وكمان، وصوت بشري.

## وصلات خارجية
- بن مودي على موقع IMDb (الإنجليزية)
- بن مودي على موقع ميوزك برينز (الإنجليزية)
- بن مودي على موقع ديسكوغز (الإنجليزية)
- بن مودي على موقع قاعدة بيانات الفيلم (الإنجليزية)

- بن مودي في قاعدة بيانات الأفلام على الإنترنت